# 黐線枕邊人
《黐線枕邊人》，是1991年上映的一部香港動作喜劇片，由洪金寶執導，洪金寶
監製，洪金寶、鄭裕玲、高麗虹、林正英主演。

## 劇情
洪成功（洪金寶 飾）是SOS 公司的首席推鎖員，工作壓力很大。成功後來與一位新來的女推銷員鄭玲玲（鄭裕玲 飾）捲入了一場推銷大戰。 其後成功目睹兩名殺手蝙蝠（張學友 飾）向貓頭鷹（林正英 飾）與黑社會之間的仇殺，因而成為了兩名更神經質和更暴力的殺手之目標。 從殺手蝙蝠和貓頭鷹的追殺中倖存下來後，成功又發現他的妻子Liza（于莉 飾）的同事倪沙展（倪星 飾）對其妻子圖謀不軌。

## 演員表
| 演員   | 角色                                                                 |
| 洪金寶 | 洪成功 Liza之夫                                                      |
| 鄭裕玲 | 鄭玲玲                                                               |
| 高麗虹 | 高醫生 洪成功的心理醫生                                              |
| 張學友 | 殺手蝙蝠 追殺洪成功                                                  |
| 林正英 | 殺手貓頭鷹 追殺洪成功                                                |
| 莉     | Liza 洪成功之妻                                                      |
| 倪星   | 倪沙展 Liza之同事 企圖追求Liza, 洪成功被殺手追殺時欲借刀殺人鏟除情敵 |
| 葉榮祖 | 葉老闆                                                               |
| 吳耀漢 | 周生                                                                 |
| 程守一 |                                                                      |
| 樓南光 | 路人(客串)                                                           |
| 高志森 | Robert                                                               |
| 黃光亮 | 被蝙蝠和貓頭鷹所殺的黑社會頭目                                       |
| 盧堅   | 黑社會頭目 為報仇派手下追殺蝙蝠和貓頭鷹                              |
| 任煒雄 |                                                                      |
| 王玉環 | 警局打字員                                                           |
| 吳彰鵬 |                                                                      |
| 黃凱森 | 黃森                                                                 |
| 韓平   |                                                                      |
| 詹小玲 |                                                                      |
| 洪天明 |                                                                      |
| 梁其禧 |                                                                      |
| 元武   |                                                                      |

## 電影歌曲

### 主題曲
| 歌名           | 演唱者 | 作曲   | 填詞   |
| 〈黐線枕邊人〉 | 杜德偉 | 盧冠廷 | 林振强 |

## 軼事
- 這部可算是女星高麗虹息影前最後拍攝的一部電影。[2]

## 外部連結
- 香港影庫上《黐線枕邊人》的資料（繁體中文）
- 互联网电影数据库（IMDb）上《黐線枕邊人》的资料（英文）
- （页面存档备份，存于）